# 迪亚维尔
迪亚维尔（法語：Diarville，法語發音：[djaʁvil]）是法国默尔特-摩泽尔省的一个市镇，位于该省南部，属于南锡区。

## 地理
迪亚维尔（48°23'43"N, 6°7'57"E）面积11.03 平方千米，位于法国大東部大區默尔特-摩泽尔省，该省份为法国东北部内陆省份，是洛林的一部分，北邻比利时、卢森堡，北起顺时针与摩泽尔省、下莱茵省、孚日省和默兹省接壤。
与迪亚维尔接壤的市镇（或旧市镇、城区）包括：福尔塞勒苏居涅、马东河畔马兰维尔、马东河桥村、布藏维尔、乌塞维尔、圣菲尔曼、昂巴库尔。

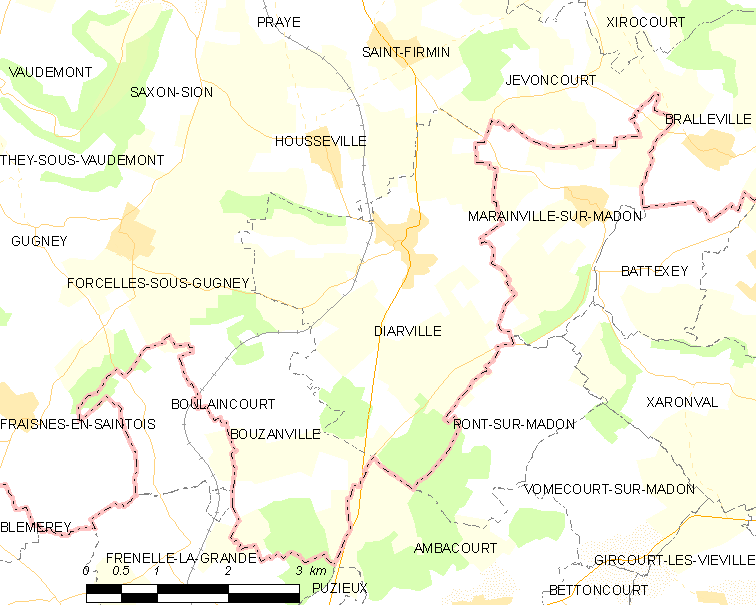
迪亚维尔的OSM定位图

迪亚维尔的时区为UTC+01:00、UTC+02:00（夏令时）。

## 行政
迪亚维尔的邮政编码为54930，INSEE市镇编码为54156。

## 政治
迪亚维尔所属的省级选区为梅讷欧桑图瓦县。

## 人口

1962-2008年间迪亚维尔人口变化图示

迪亚维尔于2022年1月1日时的人口数量为465人。